# Роботаксі
Роботаксі — таксі, що представлене безпілотним автомобілем, який за стандартами SAE повинен мати 5-й, або хоча б 4-й (на етапі тестування) рівень автоматизованості керування. Це означає, що авто має бути здатне до безпечного пересування заданим маршрутом та паркування або повністю без допомоги водія, або лише на обмежених ділянках зі складним ландшафтом чи у великих заторах (4 рівень). Викликати таке таксі можна за допомогою спеціального мобільного додатку. Відсутність потреби у водієві, платня якому складає значну частину витрат у роботі звичайного таксі, дозволить здешевити цю послугу. Компанії, які займаються впровадженням такого виду пасажирського транспорту, розраховують, що клієнти нададуть йому перевагу перед купівлею власного авто, яке потім ще потребуватиме турбот і витрат на паркомісце, паливо, ремонт, страхування, можливості отримати штраф за порушення ПДР, або неможливості вживання алкогольних напоїв.
Загалом, більшість авто, що розглядаються на роль роботаксі, є або гібридами, або повністю електричними. Це дозволить значно зменшити кількість вихлопних газів. Останнім часом відбувається стрімкий розвиток програмного забезпечення для самокерованих авто. Одне із провідних місць тут займає Tesla Autopilot. Вважається, коли на авто буде встановлений якісний автопілот, то вдасться досягти позитивного впливу на безпеку руху, а зменшення кількості приватних авто на користь дешевих роботаксі дозволить зменшити дорожні затори.

## Компанії, що розробляють роботаксі
Більшість компаній, що займаються випробуванням роботаксі, працюють в Азії та США. У переважній більшості випадків тестування за кермом авто знаходиться людина — «безпечний водій», що у випадку небезпеки може перебрати керування на себе.
У серпні 2016 року компанія NuTonomy (стартап на базі Массачусетського технологічного інституту) стала першою, що зробила роботаксі доступними для клієнтів, пропонуючи поїздки на шести модифікованих Renault Zoé та i-MIEV на обмежених ділянках Сінгапуру. NuTonomy знайшла іще трьох партнерів у розвитку свого сервісу: Grab — конкуренти Uber у Північній Азії, Groupe PSA, що повинна надати для роботи певну кількість Peugeot 3008 та Lyft — для запуску роботаксі у Бостоні.
У вересні 2016 року Uber розпочав роботу із роботаксі у Піттсбурзі, маючи 14 Ford Fusion Hybrid. Пізніше тестування поширили на Сан-Франциско із модифікованими Volvo XC90 та Темпі (Аризона), де сталася аварія із перекиданням авто, що рухалося повністю автономно. Ніхто не постраждав.
У 2017 році Cruise Automation, пов'язана із General Motors, запустила у Сан-Франциско бета-версію свого сервісу, використовуючи 46 Chevrolet Bolt, надавши їх у користування своїм працівникам.
На початку 2017 року компанія Waymo, що засновувалася Google як проект розвитку автономних авто та стала незалежною у 2016 році, розпочала велике тестування свого програмного забезпечення у Фініксі на 100, а потім і 500 гібридних мінівенів Chrysler Pacifica. Їх надав партнер — Fiat Chrysler Automobiles. У травні було підписано угоду із Lyft, у листопаді 2017 Waymo повідомила, що починає випробування своїх роботаксі без «безпечного водія» за кермом.
У 2019 році Ілон Маск заявив, що Tesla Inc. пропонуватиме покупцям їх авто реєструватися у мобільному додатку на кшталт Uber та надавати їх у користування іншим людям. За це компанія отримуватиме 25-30 % доходу. На територіях, де машин не вистачатиме, Tesla надаватиме їх зі свого таксопарку. Автономне керування забезпечуватиметься автопілотом нового покоління, який передбачає радар, що спрацьовує зі 160 м, 12 сенсорів та 8 камер, які охоплюють всі 360°. Наразі компанія працює над здатність автомобіля самостійно під'їжджати до розетки у гаражі власника, чи до заправки Supercharger і заряджати свій акумулятор. Повноцінне розгортання роботаксі Tesla планується на 2020 рік. Існує певна незрозумілість із отриманням дозволів від органів влади, але, якщо транспортні засоби не будуть значним чином змінені конструкційно (прибране кермо, чи педалі), обмежень з боку закону не має бути.